# 労働省 (タイ)
労働省 (タイ語:กระทรวงแรงงาน、英語：Ministry of Labour 英語略：MOL）は、タイ王国政府の省の一つ。1993年に設置。

## 概要
労働省は、国家の労働政策を担当している。内閣の閣僚である労働大臣が省の長となる。

## 所在地
バンコク ディンデーン区 ディンデーン地区 ミットマイトリー通り 17 （ถนนมิตรไมตรี แขวงดินแดง เขตดินแดง กทม. 10400）

## 部局

### 事務
- 大臣官房
- 次官事務局

### 部局
- 職業斡旋局 （กรมการจัดหางาน）
- 職能開発局 （กรมพัฒนาฝีมือแรงงาน）
- 労働福祉・保護局 （กรมสวัสดิการและคุ้มครองแรงงาน）
- 社会保険事務局 （สำนักงานประกันสังคม）

## 関連事項
- 内閣 (タイ)